# Zombrus croceipes
Zombrus croceipes är en stekelart som först beskrevs av Charles Thomas Brues 1926.  Zombrus croceipes ingår i släktet Zombrus och familjen bracksteklar. Inga underarter finns listade i Catalogue of Life.